# 4332 Milton
A 4332 Milton (ideiglenes jelöléssel 1983 RC) a Naprendszer kisbolygóövében található aszteroida. Carolyn Shoemaker fedezte fel 1983. szeptember 5-én.
A kisbolygót Daniel J. Milton amerikai bolygókutatóról nevezték el.